# Майер-Экхардт, Виктор
Виктор Майер-Экхардт (нем. Viktor Meyer-Eckhardt, урожденный Виктор Майер (нем. Viktor Meyer); 22 сентября 1889, Хюстен, Германия, — 2 сентября 1952, Брейелль, ФРГ) — немецкий писатель.

## Биография
Виктор Майер (в своих публикациях он к фамилии «Майер» добавлял девичью фамилию матери «Экхардт») был сыном художника. Он учился в восьмилетней школе в Ольсберге и Дазебурге. После смерти отца в 1900 году семья переехала в Дюссельдорф, где Майер-Экхардт с 1902 года посещал гимназию. В 1909 году он сдал экзамен на аттестат зрелости; затем изучал германистику, романистику и философию в университетах Бонна, Мюнхена, Берлина и Лейпцига. В 1913 году получил в Лейпциге докторскую степень за работу о лирике Августа фон Платена. В Первую мировую войну Майер-Экхардт был унтер-офицером, временами привлекаясь как переводчик.
С 1919 по 1923 год Майер-Экхардт работал библиотекарем в Дюссельдорфе. Он совершил несколько продолжительных, частично пеших путешествий в Италию, Грецию и на Ближний Восток. С 1923 года он поселился в Лойтхерхайде (район Кемпен-Крефельд) и профессионально занялся писательством.
Творчество Виктора Майер-Экхардта состоит из романов, рассказов, путевых заметок и стихов. Его лирика отмечена враждебностью автора к литературному модернизму, особенно экспрессионизму, которому Майер-Экхардт противопоставил крайне строгую форму поэзии, на которую изначально повлияли Гёте и Гёльдерлин, а затем в основном древнегреческие авторы. Повествовательные произведения Майер-Экхардта в основном касаются исторических тем, как, например, жизнь императора Священной Римской империи Фридриха II во «Властелине конца». Его повесть «Преступление Пауля Венделина» (1922), критически исследующая роль офицеров в Первой мировой войне, была одной из книг, сожжённых нацистами в 1933 году.

## Сочинения
- Platens Gaselen. Leipzig, 1914 (как Виктор Майер).
- Der Bildner. Jena, 1921.
- Das Vergehen des Paul Wendelin. Braunschweig, 1922.
- Dionysos. Jena, 1924.
- Die Möbel des Herrn Berthélemy. Jena, 1924.
- Die Gemme. Jena, 1926.
- Das Marienleben. Jena, 1927.
- Das Glückshündlein von Adana. Berlin, 1935.
- Lobpreis der Hand. Düsseldorf, 1935.
- Gedichte. Langensalza [u. a.], 1936.
- Stern über dem Chaos. Leipzig, 1936.
- Merlin und der Teufel. München, 1937.
- An Zeus. Berlin, 1939.
- Menschen im Feuer. Berlin, 1939.
- Orpheus. Berlin, 1939.
- Der Graf Mirabeau. Berlin, 1940.
- Die Zecher von Famagusta. Berlin, 1940.
- Die drei Hochzeiten und andere Novellen. Berlin, 1941.
- Über die Erkenntnis des Frommen. Düsseldorf, 1946.
- Der Herr des Endes. Düsseldorf, 1948.
- Madame Sodale. Düsseldorf [u. a.], 1950.
- Die Geschichte von den zwei Gürteln oder Die Abenteuer des Johannes Meier von Soest. Düsseldorf [u. a.], 1951.
- Wanderfahrten. Heidelberg [u. a.], 1964.
- Der Herzog von Enghien. Ratingen [u. a.], 1973.